# Niklosamid
Niklosamid är en substans som används som läkemedel mot parasiter; vid behandling av binnikemask, fisk- och bandmask. I Sverige är handelsnamnet Yomesan.